# Paganino Doria
Pour les autres membres de la famille, voir Famille Doria.
Paganino Doria est un amiral génois, appartenant à la famille des Doria, qui fut le chef victorieux des forces génoises dans le conflit qui opposa la république de Gênes à celle de Venise au milieu du XIVe siècle. 

## Biographie
Paganino Doria s'empara de Ténédos en 1350. Il mit le siège devant Chalcis en Eubée en 1351. Il commanda en 1352 la marine génoise, dans un combat livré à Niccolò Pisani, amiral des Vénitiens, en vue de Constantinople : la victoire resta aux Génois ; mais elle leur coûta si cher que le commandement fut ôté à Doria.
Il lui fut rendu en 1354 : cette fois il battit complètement Pisani à Porto-Longo, et le fit prisonnier avec toute sa flotte. Ce brillant succès mit fin à la guerre ; Venise accepta les conditions de paix que lui imposa Gênes.